# Västansjö, Hudiksvalls kommun
Västansjö är en småort i Bjuråkers socken i Hudiksvalls kommun, Hälsingland.